# سیارک ۲۲۵۴۶
سیارک ۲۲۵۴۶ (به انگلیسی: 22546 Schickler، نامگذاری:1998FK78) بیست و دو هزار و پانصد و چهل و ششمین سیارک کشف شده‌است که در ۲۴ مارس ۱۹۹۸ کشف شد.
قدر مطلق سیارک برابر ۱۲.۳ است.